# Charles Julien Brianchon
Pour les articles homonymes, voir Brianchon.
Charles-Julien Brianchon, né le 19 décembre 1783 à Sèvres, mort le 29 avril 1864 à Versailles, était un mathématicien et artilleur français.
Il est le fils de Julien Louis Brianchon (1754-1833) et d'Henriette Victoire Bulidon (1760-1826), et frère de Gaetan Jean-Baptiste Brianchon, à qui l'on doit les charpentes de l'église de la Madeleine à Paris ainsi qu'une biographie sur la vie de la sœur Marthe.
Spécialiste de géométrie projective, Brianchon développe l'utilisation de la dualité. Élève de Monge à l'École Polytechnique (Promotion X1803), il cherche à revitaliser la géométrie et à lui trouver des applications dans le domaine militaire. Après avoir fait partie des armées de Napoléon, au sein desquelles il participera à cinq campagnes entre 1809 et 1812 en tant que Capitaine au 3e régiment d'artillerie, notamment en Espagne et au Portugal, il devient professeur à l'école d'artillerie de Vincennes. En 1818, il est nommé adjoint au Directeur des Manufactures d'Armes de France, ainsi que professeur à l'école des sciences d'application de la Garde Royale.
Il est nommé Chevalier de la Légion d'Honneur le 14 février 1815 et est élevé au grade de chef d'escadron d'artillerie.
On lui doit en 1821, conjointement avec Poncelet, une démonstration de l'existence du cercle d'Euler ou cercle des neuf points d'un triangle, ainsi qu'un théorème qui porte son nom et qui s'est révélé être le dual de celui de Pascal.